# رابرت سیدنی باک
رابرت سیدنی باک (انگلیسی: Robert Sidney Buck؛ ۲۷ نوامبر ۱۸۸۴ – ۱۵ مهٔ ۱۹۶۰) بازیکن فوتبال اهل آرژانتین بود.
از باشگاه‌هایی که در آن بازی کرده‌است می‌توان به باشگاه فوتبال مونته‌ویدئو واندررز اشاره کرد.
وی همچنین در تیم‌های ملی فوتبال اروگوئه و آرژانتین بازی کرده‌است.